# 王朗
王朗（？—228年），本名嚴，字景興，東海郯縣人，東漢末年至三國时期人物，在曹魏时官至司徒。

## 生平

### 早年事跡
王朗曾以通曉經籍而拜郎中，任菑丘縣長。後因老師楊賜逝世而棄官服喪。及後獲舉孝廉，被徵辟，都不應命。
與瑯琊人趙昱、彭城人張昭為好友。徐州刺史陶謙舉為茂才，任徐州治中從事。當時漢獻帝被董卓劫持到長安，王朗與別駕趙昱建議陶謙遺使向皇帝表示對漢室的支持，陶謙聽從並命趙昱帶著奏章到長安。獻帝接到奏章後讚賞並升陶謙為徐州牧、安東將軍；趙昱和王朗都獲升遷，王朗被任命為會稽太守。

### 治理會稽

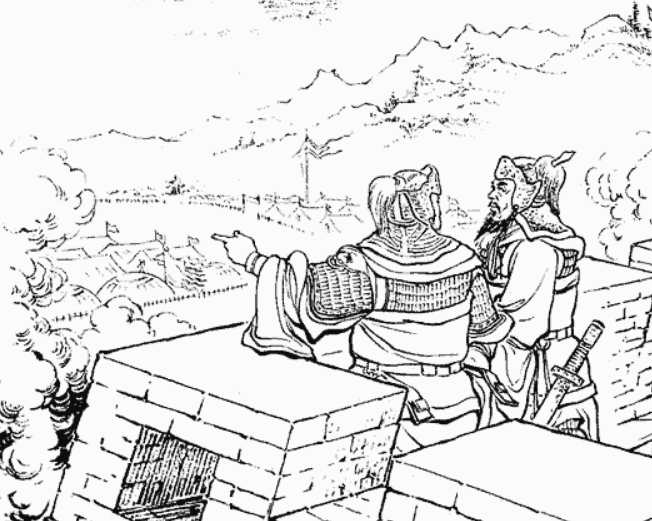
连环画《三国演义》（1957年版）中的王朗画像

王朗到會稽後見當地人民仍然祭祀秦始皇，並且與夏禹同廟。王朗認為秦始皇是暴君，不配獲得人民祭祀，於是取缔為淫祀。在任四年，獲得當地人民愛戴。
建安元年（196年），橫掃江東的孫策率兵進攻會稽，王朗的功曹虞翻建議避其鋒銳，但王朗不接納，堅持要守護城池到底，領兵對抗，最後被孫策擊敗。
於是王朗逃跑到東冶（即侯官），侯官縣長商升為王朗起兵。孫策派遣韓晏攻打東冶，商升擊敗韓晏。孫策再派賀齊攻打侯官，商升被賀齊威名震懾，意欲出降，被屬下將帥張雅、詹强背叛斬殺，繼而引發內亂，終被賀齊平定。
王朗打算逃到交州，出海時遭孫策追擊，唯有投降。孫策因敬重王朗而不加害，亦曾派張昭勸王朗歸順，但王朗堅決不肯。

### 回歸朝廷
及後建安三年（198年），曹操上表徵召王朗，王朗由曲阿出發，但因為久經戰亂而道路不通，輾轉數年才到任。王朗先被任命為諫議大夫，參司空軍事。建安十八年（213年），曹操受封魏公並以十郡建立魏國，王朗以軍祭酒身份領魏郡太守；後歷任少府、奉常、大理。王朗處理事務在於寬恕犯罪者，控罪有疑點時判罰都會從輕，因而與鍾繇一起以治獄而知名。
延康元年（220年），曹丕繼任魏王，王朗遷任魏國御史大夫，封安陵亭侯，曾進言勸減輕刑獄，轉以扶助幼弱，幫助人民休養生息。同年，曹丕受獻帝禪讓稱帝，改官名為司空，進封樂平鄉侯。不久吳蜀夷陵之戰爆發，有人認為應該舉兵支援稱藩的東吳，並一舉吞滅蜀漢，但王朗認為應該等待兩軍相持不下時才領兵支持，並派持重的將領攻蜀軍要害之處，一舉決勝；而當時東吳尚未起兵，而且經常下雨，不利於行軍，於是反對，曹丕聽從。後來曹丕徵召孫權長子孫登為東中郎將（實為人質），但孫登沒有來，曹丕於是到許昌大興屯田，打算進攻東吳；王朗聽聞孫權的回答未到，若發兵後孫登來到，影響甚大，於是反對出兵，建議增強邊境戍守，預防東吳進攻。當時曹丕以已成軍而出征吳國，而孫登始終沒有來，曹丕進軍至長江後戰事不利，撤回。
太和元年（227年），魏明帝即位，封蘭陵侯，增邑五百户，共计一千二百户，后转任司徒。曾上書諫止營造宮室。次年（228年）十一月去世，諡成侯。由兒子王肅襲爵。
正始四年（243年），成為魏太祖廟第二次祭祀的功臣之一。
正始六年十二月辛亥日（246年1月9日），曹芳詔故司徒王朗所作易傳，令學者得以課試。

## 性格特徵
- 《魏書》有此描述：朗高才儒雅，而性嚴整慷慨，多威儀，恭儉節約，自婚姻中表禮贄無所受。常譏世俗有好施之名，而不卹窮賤，故用財以周急為先。
- 王朗被孫策安置在曲阿後，雖然窮困，朝不保夕，但仍然接濟親人舊友。
- 王朗年輕時與沛國名士劉陽結交。劉陽曾因見漢室衰微而曹操甚有野心，恐怕曹操會奪權，曾打算刺殺曹操，但沒有成事。後曹操任司空(196年)，掌握大權，而當時劉陽已死，曹操則通緝他的嗣子。劉陽親屬舊友雖然多，但沒有一個敢收容他，而王朗卻收容了他數年，見曹操後又多次代為開解。最後曹操才赦免他。
- 沛相袁忠以清亮著稱，避亂客居會稽，見王朗從屬衣著奢華，心存嫌惡，於是托病不與王朗交往。[2]
- 文帝時分王朗食邑，要封他一子為列侯，王朗卻求文帝封他兄長的兒子王詳。
- 《世說新語》紀錄有一篇與王朗有關的故事：某日王朗與華歆同乘一船逃難，半路遇一人亦為逃難而請求上船，雖然華歆覺得為難，但王朗仍讓他上船；稍後盜賊乘船追來，其勢甚緊，王朗害怕船行太慢被盜賊追上，想趕此人下船，結果華歆反而出面阻止王朗：「我之所以疑慮，正是考慮到會有這個情況。但既然已經接納了他，又怎麼可以因為情勢危急就拋棄他呢？」便依然像當初一樣帶他繼續逃難。世人遂以此評斷王、華兩人德行高低的比較。[3]

## 小說中的形象

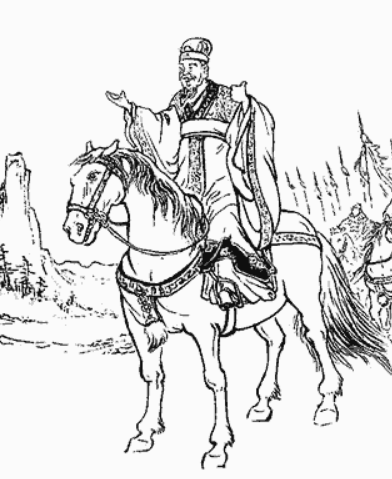
连环画《三国演义》（1957年版）中的王朗画像

在《三國演義》中，王朗以會稽太守的身分初次登場。在孫策打敗吳郡的嚴白虎之後節節進逼，基於唇亡齒寒的原因，力排眾議接納了逃亡的嚴白虎，但遭到虞翻的反對。之後派遣大將周昕與孫策作戰失敗，自知不敵孫策而向中原逃亡。
逃亡至中原後，受到曹操的賞識在朝中任職。在此之後則成為極力幫助曹操奪權的得力助手，與華歆等人聯手，使曹操得以晉升至魏公、魏王的位子。曹操死後則威逼漢獻帝禪讓帝位與曹丕，成為魏國建立的一大功臣。
諸葛亮北伐時，王朗不顧已經76歲之高齡，與曹真等人於祁山迎戰諸葛亮。在陣前與諸葛亮挑起舌戰，然而被諸葛亮的言詞所駁倒，一時氣憤而自馬背上摔落而死。被稱為「武鄉侯罵死王朗」。

## 影視形象
- 1994年电视剧《三国演义》：王光昶、董骥饰王朗
- 2010年电视剧《三国》：刘秉钰饰王朗

## 家庭

### 妻子
楊夫人

### 子
- 王肅，嗣子，曹魏中領軍，三國時儒學大師。

根据王朗写给许靖的信，他有一子一女早亡，只有两子在世，即时年二十九岁的王肃和一岁多的幼子。《郯城县志》记载王朗有一女儿被送到青山庵出家为尼，不知是否就是这个早亡女儿。

### 孫
- 王惲，王肃嗣子，死时无子而国除。
- 王恂，王惲死後封國撤除，景元四年（263年）重新後獲封蘭陵侯。
- 王虔，字恭祖，曾任平東將軍、光祿勳和尚書等職。有子王康、王隆，仕亦宦達，為後世所重。
- 王元姬，嫁給司馬昭，即文明皇后，成為司馬炎與司馬攸兄弟的生母。
- 王愷，王肃子，西晋外戚，身份顯貴，十分富有，且性格奢侈，曾與晉朝富豪石崇鬥富。

### 侄
- 王详，王朗兄长之子，曹丕在位时曾经让王朗从自己封邑中分出一部分，封一个儿子为列侯，但是王朗却请封王详。

## 部下
- 虞翻，會稽名士，王朗為會稽太守時，任命虞翻為功曹。

- 周昕，會稽周氏三兄弟的長兄，在孫策出兵攻打會稽時，周昕率軍抵禦孫策，戰死沙場。

- 韓晏，永寧長，孫策將韓晏改任為南部都尉，永寧改由賀齊鎮守。孫策派韓晏征討侯官長商升，被商升擊敗。

- 商升，侯官長，在王朗逃到東冶時，商升為王朗起兵，並擊敗了孫策派遣的永寧長韓晏。後來得知永寧改由賀齊鎮守，因其威名最終決定投降。但部下張雅、詹彊等人並不願意商升投降，所以合謀將商升反殺。

- 張雅、詹彊，商升將帥，二人殺害商升後，張雅自稱無上將軍，詹彊自稱會稽太守。後來張雅與女婿何強因爭地而互相猜忌，賀齊乘機以反間計從中挑撥，一戰擊破張雅，詹彊亦望風而降。

## 相關人物
- 楊賜，東漢名臣，王朗老師。王朗曾以通曉經籍而拜郎中，任菑丘縣長。後因老師楊賜逝世而棄官服喪。
- 趙昱，琅琊人，東漢名士，王朗好友。被迫出任陶謙別駕從事。
- 張昭，彭城人，東漢名士，王朗好友。拒絕陶謙徵召而下獄，為趙昱所救。
- 劉陽，沛國名士，年輕時與王朗結交。曾看出曹操將會奪權，因而計劃暗殺曹操，但沒成事就死去。曹操任司空後要捉拿劉陽之子，當時只有王朗敢收留其子，並代為求情，曹操最終放過劉陽之子。
- 袁忠，故沛相，以高潔清廉著稱，避亂客居會稽上虞。見太守王朗隨從衣著奢侈，心感嫌惡，從此托病與王朗斷絕來往。孫策破會稽後，袁忠從海路出走交趾。

## 延伸阅读
[在维基数据编辑]
 《三國志·卷13》，出自陳壽《三國志》

### 典籍
- 《三國志·魏書·王朗傳》
- 《三國志·魏書·三少帝紀》
- 《晉書·后妃傳上》

| 曹魏官职    | 曹魏官职             | 曹魏官职          |
| ----------- | -------------------- | ----------------- |
| 前任： 华歆 | 曹魏司徒 226年—228年 | 繼任： 暂无继任者 |
| 前任： 首任 | 曹魏司空 220年—226年 | 繼任： 陈群       |